# Pfarrkirche Mürzsteg

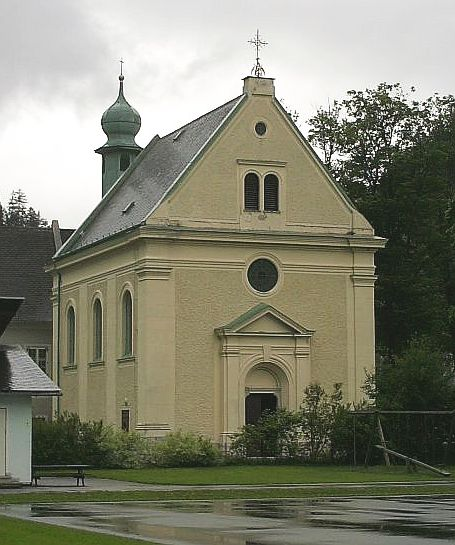
Katholische Pfarrkirche Schmerzhafte Mutter in Mürzsteg

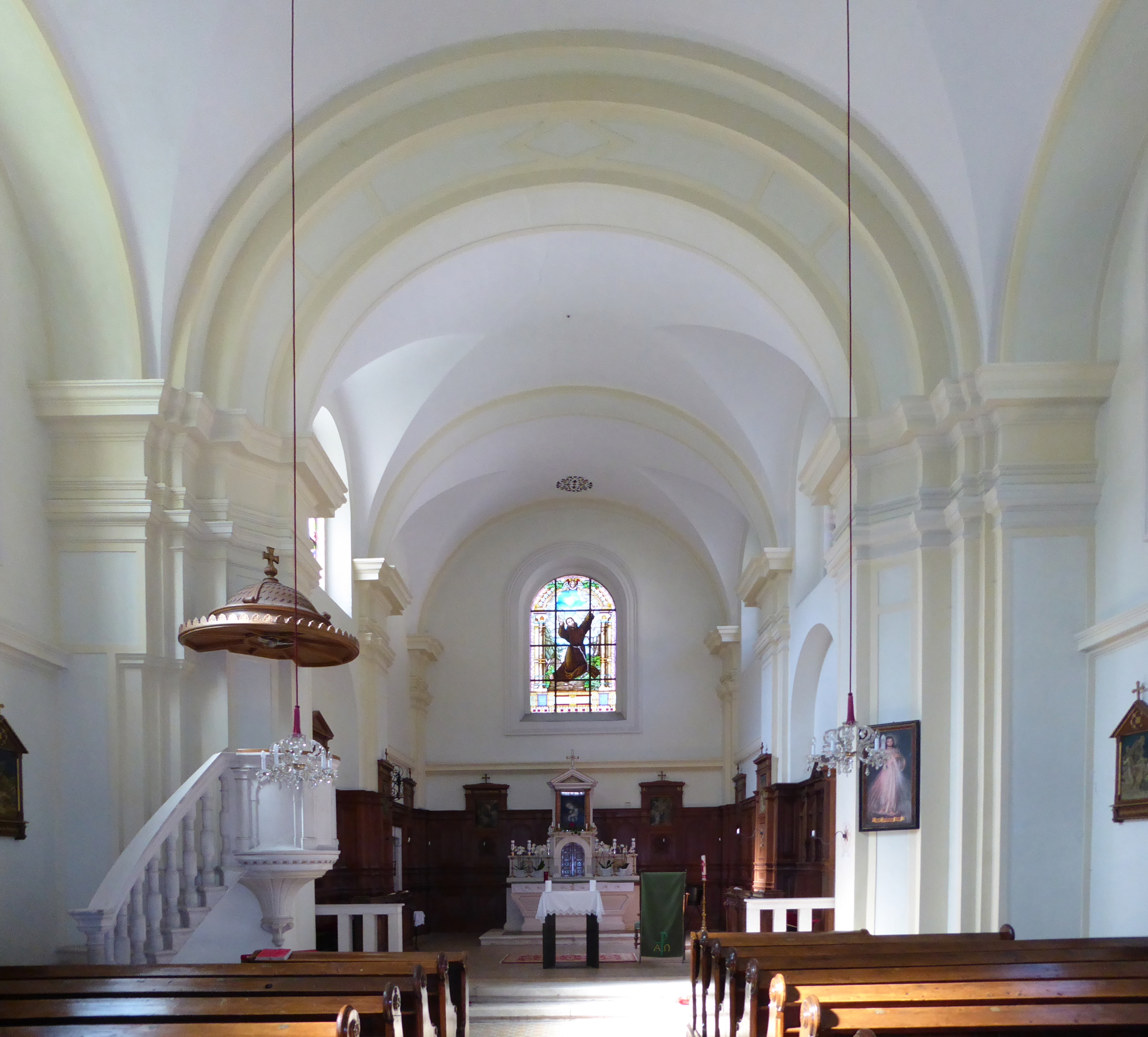
Langhaus, Blick zum Chor

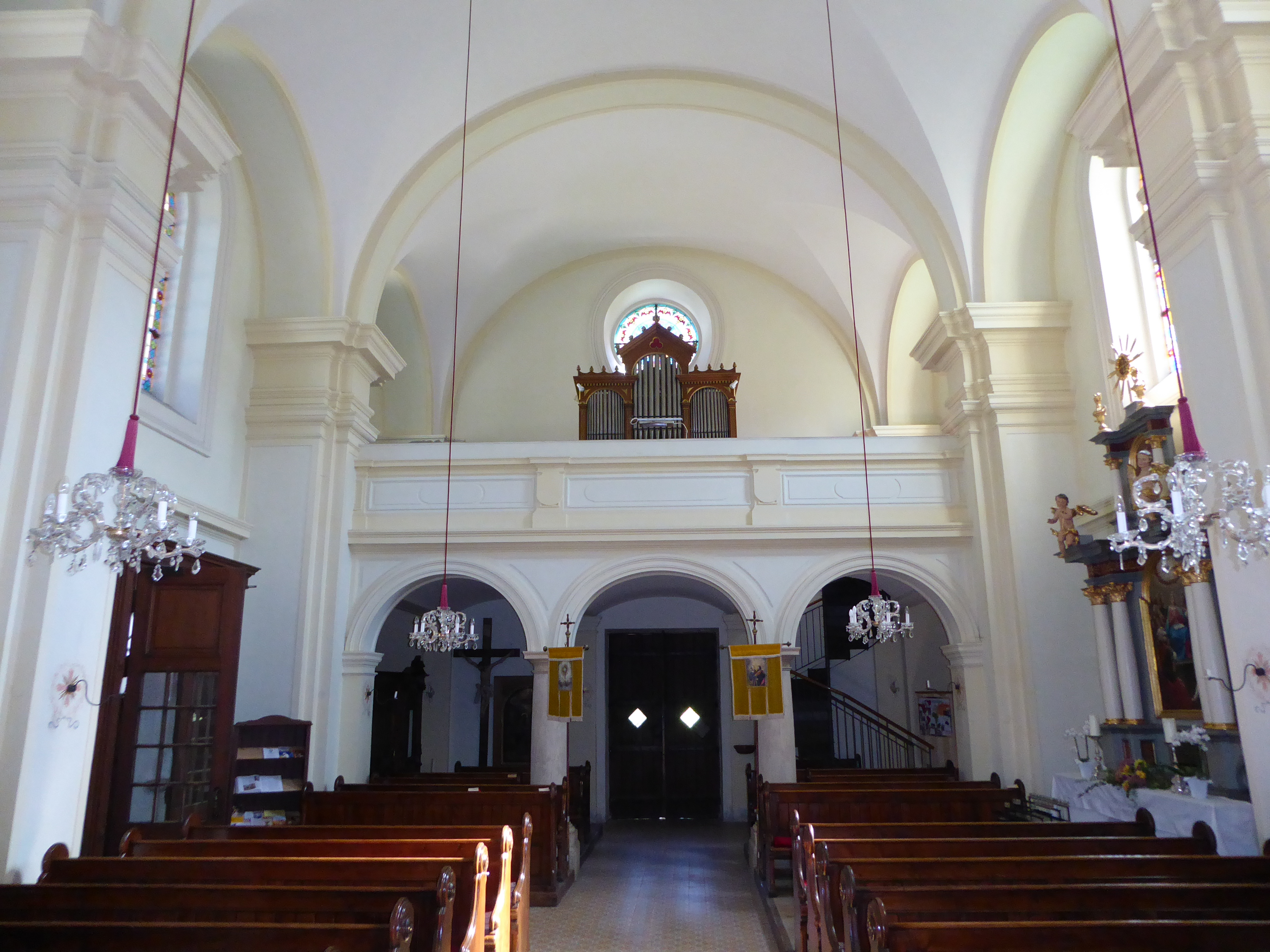
Langhaus, Blick zur Empore

Die römisch-katholische Pfarrkirche Mürzsteg steht in der Ortschaft Mürzsteg der Marktgemeinde Neuberg an der Mürz im Bezirk Bruck-Mürzzuschlag in der Steiermark. Die dem Patrozinium Schmerzhafte Muttergottes unterstellte Pfarrkirche gehört zur Region Obersteiermark Ost (Dekanat Mürztal) in der Diözese Graz-Seckau. Die Kirche steht unter Denkmalschutz (Listeneintrag).

## Beschreibung
Eine Kirche wurde 1785 erbaut. Beim Umbau 1898 wurde die Kirche nach Westen orientiert und das ehemalige Kirchenschiff wurde zum Chor. Am Chor steht der ehemalige barocke Pfarrhof. Die Kirche hat über dem Chor einen achtseitigen Dachreiter mit einer Zwiebel. An der Nordseite des Chores befindet sich eine Nische mit einem Schmiedeeisenkorb und der Nischenstatue hl. Leonhard.
Der zweijochige Chor hat ein Stichkappentonnengewölbe auf Gurten auf Pilastern mit Gesimskapitellen. Das Langhaus, breiter und höher als der Chor, ist dreijochig und hat ein Gewölbe wie der Chor auf Wandpfeilern mit vorgeblendeten Pilastern. Die dreiachsige Westempore steht auf Säulen.
Der Tabernakelaltar zeigt ein barockes Bild Schmerzhafte Maria die Leidenswerkzeuge betrachtend, eine Kopie eines Gnadenbildes im Grazer Dom. Im Chorgestühl ist ein barockes Bild hl. Kajetan aus dem Ende des 17. Jahrhunderts eingelassen.
Eine Glocke nennt Christoph Packendorff 1767.

## Grabdenkmäler
- Rotmarmorstein mit Ganzfigur-Relief zum Abt Bartholomäus Dremel (Tremel), gestorben 1492.